# Lauren Parker
Pour les articles homonymes, voir Parker.
Lauren Parker, née le 15 décembre 1988 à Belmont (Nouvelle-Galles du Sud), est une paratriathlète australienne concourant en catégorie PTWC pour les athlètes utilisant un vélo couché ou un fauteuil roulant. Elle est médaillée d'argent aux Jeux paralympiques d'été de 2020 à Tokyo et championne du monde en 2021.

## Biographie
Lauren Parker commence le triathlon chez les valides à l'âge de 18 ans avant d'avoir un accident lors d'un entraînement. En avril 2017, elle perd le contrôle de son vélo à la vitesse de 45 km/h et percute la rambarde fortement. Elle souffre de côtes cassées, d'un poumon perforé ainsi que d'une fracture de l'omoplate, du bassin et du dos et perd toute sensation dans les jambes. Lauren Parker se tourne alors vers le paratriathlon et remporte sa première médaille neuf mois après son accident lors des championnats d'Océanie de paratriathlon à St Kilda.
Un an après son accident, aux Jeux du Commonwealth de 2018, elle remporte la médaille de bronze derrière la Britannique Jade Jones et sa compatriote Emily Tapp. En août 2021, Lauren Parker termine deuxième des Jeux de 2020 à moins d'une seconde de la gagnante, l'Américaine Kendall Gretsch. En novembre, elle gagne la médaille d'or aux Mondiaux d'Abou Dabi avec quatre minutes d'avance sur la seconde, la Brésilienne Jessica Ferrera.

## Palmarès
Le tableau représente les résultats les plus significatifs (podium) sur le circuit de triathlon handisport depuis 2013.
| Année | Paratriathlon                                       | Pays        | Position          | Temps           |
| ----- | --------------------------------------------------- | ----------- | ----------------- | --------------- |
| 2021  | Championnats du monde de paratriathlon PTWC         | Abou Dabi   | Médaille d'or     | 1 h 5 min 24 s  |
| 2020  | Triathlon aux Jeux paralympiques d'été de 2020 PTWC | Japon       | Médaille d'argent | 1 h 6 min 26 s  |
| 2020  | Série mondiale de paratriathlon PTWC                | Pays-Bas    | Médaille d'argent | 1 h 14 min 53 s |
| 2020  | Championnat d'Océanie de paratriathlon              | Royaume-Uni | Médaille d'or     | 1 h 13 min 43 s |
| 2019  | Coupe du monde : étape de Banyoles                  | Espagne     | Médaille d'or     | 1 h 8 min 12 s  |